# اچ‌دی ۲۱۶۷۱۸
اچ‌دی ۲۱۶۷۱۸ یک ستاره است که در صورت فلکی دلو قرار دارد.